# Ізраїль на літніх Олімпійських іграх 1964
Ізраїль на літніх Олімпійських іграх 1964 року, які проходили в японському місті Токіо, був представлений 10 спортсменами (8 чоловіками та 2 жінками) у 3 видах спорту. Прапороносцем на церемоніях відкриття та закриття Олімпійських ігор був легкоатлет Гідеон Аріель.
Ізраїль вчетверте взяв участь у літніх Олімпійських іграх. Ізраїльські спортсмени не завоювали жодної медалі.

## Легка атлетика
| Спортсмен         | Дисципліна              | Раунд        | Результат | Місце | Прим.                     |
| ----------------- | ----------------------- | ------------ | --------- | ----- | ------------------------- |
| Леві Псавкін      | 100 м, чоловіки         | Кваліфікація | 11,1 с    | 62    | не кваліфікувався         |
| Амос Гілад        | 800 м, чоловіки         | Кваліфікація | DNF       | —     | не фінішував через травму |
| Гідеон Аріель     | метання диска, чоловіки | Кваліфікація | 46.12 м   | 26    |                           |
| Міріам Сідеренскі | 100 м, жінки            | Кваліфікація | 12,1 с    | 34    | не кваліфікувалася        |
| Міріам Сідеренскі | 200 м, жінки            | Кваліфікація | 24,6 с    | 20    | не кваліфікувалася        |
| Міхал Ламдані     | стрибки у висоту, жінки | Кваліфікація | 1,65 м    | 19    | не кваліфікувалася        |

## Плавання
|          | Спортсмен      | Дисципліна                  | Раунд              | Час    | Місце | Прим.             |
| -------- | -------------- | --------------------------- | ------------------ | ------ | ----- | ----------------- |
| Чоловіки | Авраам Меламед | 200 м батерфляєм            | Відбірковий заплив | 2:20.7 | 23    | не кваліфікувався |
| Чоловіки | Гершон Шефа    | 200 м брасом                | Відбірковий заплив | 2:40.6 | 19    | не кваліфікувався |
| Чоловіки | Гершон Шефа    | 400 м комплексним плаванням | Відбірковий заплив | 5:11.2 | 20    | не кваліфікувався |

## Стрільба
Чоловіки
| Спортсмен      | Дисципліна                      | Фінал | Фінал |
| Спортсмен      | Дисципліна                      | Бали  | Місце |
| -------------- | ------------------------------- | ----- | ----- |
| Негемія Сіркіс | гвинтівка, 50 м лежачи          | 584   | 47    |
| Ганнан Кристал | гвинтівка, 50 м лежачи          | 579   | 64    |
| Ганнан Кристал | гвинтівка, 50 м з трьох позицій | 1103  | 36    |
| Максим Каан    | стендова стрільба               | 170   | 47    |